# Airdrieonians Football Club (2002)
L'Airdrieonians Football Club, meglio noto come Airdrieonians, è una società calcistica scozzese con sede nella città di Airdrie. Nata nel 2002 col nome di Airdrie United, è erede della tradizione dell'omonimo club esistito tra il 1878 e il 2002. Milita in Scottish Championship, secondo livello del calcio scozzese.

## Storia
L'Airdrie United nacque nel 2002, dopo il fallimento dello storico Airdrieonians. Il suo fondatore fu proprio un tifoso dei Diamonds, lo scozzese Jim Ballantyne che, rilevando il titolo del Clydebank, ricreò il club cercando di mantenere le principali caratteristiche del precedente. 
Inizialmente l'Airdrie venne incluso nella Scottish Third Division, la quarta divisione del calcio scozzese. Nello stesso periodo, però, il Livingston si trovò in gravi problemi finanziari e dovette rinunciare alla Scottish Second Division, la serie soprastante. L'Airdrie United prese così il suo posto e disputò il suo primo campionato in terza divisione concludendo da terzo classificato. Nella stagione successiva centrò la promozione in Scottish First Division, che mantenne per tre anni, finché nel 2006-07 retrocesse in Second Division dopo aver perso i play-off.
Nuovamente promosso al termine della stagione 2007-08, il club tornò in First Division e ci restò altri due anni, dopodiché ridiscese in Second Division. Fece un'ultima apparizione in First Division nel campionato 2012-13, in cui si classificò ultimo.
Nel 2013 riprese il nome di Airdrieonians Football Club e riadottò lo storico stemma, anche se lo stesso è stato modificato nel 2015 in seguito a un contenzioso col Lord Lyon scozzese. 
Negli anni seguenti gli Airdrieonians hanno sempre militato in League One, conseguendo come miglior risultato il secondo posto nelle stagioni 2020-21 al 2021-22; in League One 2022-23 sono terzi, ma a differenza degli anni precedenti vincono i play-off (contro il Falkirk e l'Hamilton Academical) e conquistano la promozione in Championship.
Tornati in seconda divisione, si classificano al quarto posto nel campionato 2023-24, qualificandosi già ai play-off per la Premiership, tuttavia perdono al primo turno contro il Partick Thistle.

## Stadio
Gli Airdrieonians giocano le proprie partite interne all'Excelsior Stadium, costruito nel 1998 e con una capienza di 10101 posti.

## Allenatori
- 2002-2006  Sandy Stewart
- 2006-2010  Kenny Black
- 2010-2013  Jimmy Boyle
- 2013-2015  Gary Bollan
- 2015-2016  Eddie Wolecki Black
- 2016  Danny Lennon
- 2016  Kevin McBride
- 2016-2017  Mark Wilson
- 2017  Willie Aitchison
- 2017-2018  Stevie Findlay
- 2018-2022  Ian Murray
- 2022-  Rhys McCabe

## Palmarès

### Competizioni nazionali
- Scottish League One: 1

2003-2004
- Scottish Challenge Cup: 2

2008-2009, 2023-2024

### Altri piazzamenti
- Scottish League One:

Secondo posto: 2020-2021, 2021-2022
Terzo posto: 2019-2020, 2022-2023
- Scottish Challenge Cup:

Finalista: 2003-2004

## Statistiche e record

### Partecipazione ai campionati
Le statistiche comprendono le stagioni a partire dal 2002, anno di rifondazione del club.
| Livello | Categoria                | Partecipazioni | Debutto   | Ultima stagione | Totale |
| ------- | ------------------------ | -------------- | --------- | --------------- | ------ |
| 2°      | Scottish First Division  | 6              | 2004-2005 | 2012-2013       | 8      |
| 2°      | Scottish Championship    | 2              | 2023-2024 | 2024-2025       | 8      |
| 3°      | Scottish Second Division | 6              | 2002-2003 | 2011-2012       | 16     |
| 3°      | Scottish League One      | 10             | 2013-2014 | 2022-2023       | 16     |

## Organico

### Rosa 2023-2024
| N. |                              | Ruolo | Calciatore            |
| -- | ---------------------------- | ----- | --------------------- |
| 1  | Scozia (bandiera)            | P     | Josh Rae              |
| 2  | Scozia (bandiera)            | D     | Cammy Ballantyne      |
| 3  | Antigua e Barbuda (bandiera) | D     | Aaron Taylor-Sinclair |
| 4  | Scozia (bandiera)            | C     | Rhys McCabe           |
| 5  | Inghilterra (bandiera)       | D     | Mason Hancock         |
| 6  | Scozia (bandiera)            | D     | Callum Fordyce        |
| 7  | Scozia (bandiera)            | A     | Josh O'Connor         |
| 8  | Scozia (bandiera)            | C     | Lewis McGregor        |
| 9  | Scozia (bandiera)            | A     | Calum Gallagher       |
| 10 | Scozia (bandiera)            | C     | Adam Frizzell         |
| 11 | Bulgaria (bandiera)          | A     | Nikolay Todorov       |
| 12 | Irlanda del Nord (bandiera)  | C     | Liam McStravick       |

| N. |                        | Ruolo | Calciatore      |
| -- | ---------------------- | ----- | --------------- |
| 14 | Scozia (bandiera)      | C     | Dean McMaster   |
| 15 | Inghilterra (bandiera) | D     | Kanayo Megwa    |
| 16 | Scozia (bandiera)      | D     | Craig Watson    |
| 18 | Scozia (bandiera)      | C     | Murray Aiken    |
| 19 | Scozia (bandiera)      | C     | Elliot Dunlop   |
| 21 | Scozia (bandiera)      | C     | Charlie Telfer  |
| 23 | Inghilterra (bandiera) | A     | Gabby McGill    |
| 24 | Scozia (bandiera)      | C     | Arron Lyall     |
| 26 | Australia (bandiera)   | A     | Chris Donnell   |
| 29 | Scozia (bandiera)      | C     | Gavin Gallagher |
| 40 | Scozia (bandiera)      | P     | Robbie Hemfrey  |
| 43 | Scozia (bandiera)      | P     | David Hutton    |